# Gobiomorphus hubbsi
Gobiomorphus hubbsi is een straalvinnige vissensoort uit de familie van de slaapgrondels (Eleotridae). De wetenschappelijke naam van de soort is voor het eerst geldig gepubliceerd in 1959 door Stokell.